# 21989 Werntz
21989 Werntz (1999 XU20) là một tiểu hành tinh vành đai chính được phát hiện ngày 5 tháng 12 năm 1999 bởi nhóm nghiên cứu tiểu hành tinh gần Trái Đất phòng thí nghiệm Lincoln ở Socorro.